# Psidium munizianum
Psidium munizianum är en myrtenväxtart som beskrevs av Attila L. Borhidi. Psidium munizianum ingår i släktet Psidium och familjen myrtenväxter. Inga underarter finns listade i Catalogue of Life.